# ماريوس ويجمان
ماريوس ويجمان (بالألمانية: Marius Wegmann)‏ هو لاعب كرة قدم ألماني في مركز الدفاع، ولد في 3 سبتمبر 1998 في ألمانيا. لعب مع FC Rot-Weiß Erfurt ‏.

## وصلات خارجية
- ماريوس ويجمان على موقع قاعدة بيانات كرة القدم.إي يو (الإنجليزية)
- ماريوس ويجمان على موقع عالم كرة القدم.نت (الإنجليزية)